# Сосновский, Александр Тимофеевич
Александр Тимофеевич Сосновский (6 августа 1891 г. Ревель — ?) — военный лётчик, инженер-механик, участник Первой мировой и Гражданской войны, подпоручик по Адмиралтейству, кавалер ордена Святого Владимира 4-й степени с мечами и бантом, кавалер Георгиевского креста 4-й степени.

## Биография
Родился 6 августа 1891 года в Ревеле. Родители — Тимофей Кириллович и Мария Карловна Сосновские. Среднее образование получил в Санкт-Петербурге, окончив в 1909 году 3-е Реальное училище. В тот же год поступил на механическое отделение Санкт-Петербургского политехнического института. После начала Первой мировой войны, не дожидаясь защиты дипломного проекта, политехник Александр Сосновский добровольно вступил в Русскую Императорскую армию. В августе 1914 года приступил к службе во 2-м Балтийском флотском экипаже в звании юнкера флота 1-го разряда. Произведён в матросы 2-й статьи. По личному прошению переведён в авиацию. Прошел теоретическую подготовку на авиационных курсах при своей Альма-матер, окончил Севастопольскую авиационную школу. Получил, выдержав соответствующие испытания, звание «военный лётчик» (20.04.1915 г.). С июня 1915 года — во 2-м авиационном отряде Черноморского флота.
Будучи матросом 1-й статьи удостоен Георгиевского креста 4-й степени (№ 318478):
«За то, что 14.10.1915 г. во время бомбардировки портовых сооружений и батарей города Варна, летал пилотом с наблюдателем над батареями и портовыми сооружениями под непрерывным оружейным огнём и огнём пяти батарей. Вёл себя в высшей степени отважно и хладнокровно и не только помог выполнить возложенные на наблюдателя задачи, но и сам дал прекрасные сведенья о расположении неприятельских батарей и о результатах попадания наших снарядов. Сбросил бомбу большого веса в форт на северном берегу Варны».
С 01.12.1915 г. — прапорщик по Адмиралтейству, морской лётчик. Британский посланник при ставке Верховного Главнокомандующего, вице-адмирал Филимор, выбрал Александра Сосновского личным пилотом. Неоднократно подымался с ним в воздух на аппарате М-5 (бортовой номер — 32) в районе Круглой бухты. В июне 1916 года А. Сосновский произведён в подпоручики (по Адмиралтейству), 29.08.1916 года во время ночной атаки Варны у мыса Калиакра произвёл вынужденную посадку. 03.09.1916 года получал ранение в результате падения самолёта при ночной бомбардировке города Констанцы (Румыния). После лечения вернулся в строй, принимал участие в боях в районе Трапезунда и озера Тузла в Турции. Зимой 1916 года — Заместитель Председателя гидроавиационной технической комиссии. 13 и 17 апреля 1917 года участвовал в воздушных боях и бомбардировках в районе Константинополя и над Босфором.
Октябрьский переворот не принял. Воевал с красными в составе ВСЮР и Русской Армии. Принимал участие в боевых действиях под Каховкой, у Лепетихи и Качкаровки. По приказу командующего Черноморским флотом 15 мая 1920 года А. Сосновский переведён в торговый флот. Эвакуировался из Крыма на пароходе «Глория». С 1921 года проживал в Эстонии.

## Награды
- Орден Святого Владимира 4-й степени с мечами и бантом
- Георгиевский Крест 4-й степени
- Английская медаль «За выдающуюся службу» (Distinguished Servise Medal)